# Licinia Cornelia Volusia Torquata

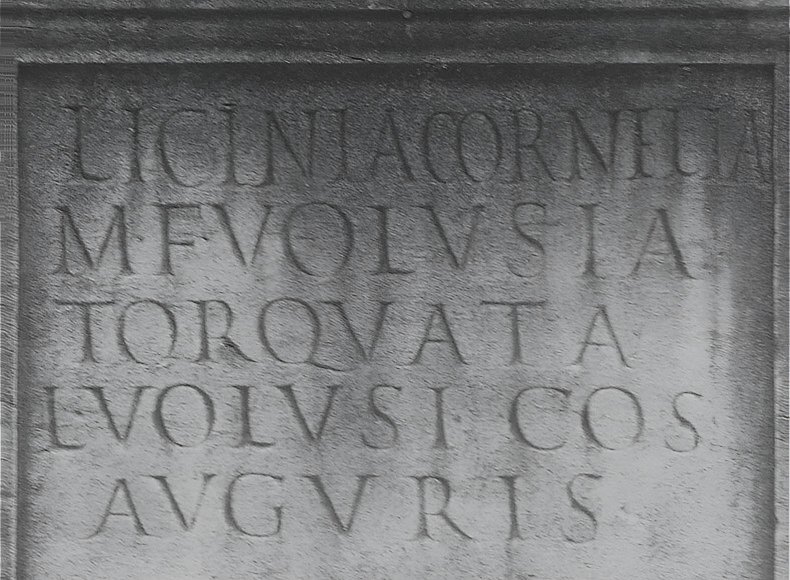
Inschrift auf dem Altar der Licinia Cornelia Volusia Torquata aus dem Liciniergrab in Rom

Licinia Cornelia Volusia Torquata war eine römische Patrizierin aus der Kaiserzeit des 1. bis 2. Jahrhunderts n. Chr.
Die einzige epigraphische Quelle für die Existenz der Cornelia Licinia Volusia Torquata ist die Inschrift auf einem Altar, der aus dem Liciniergrab stammt und heute im Museo Nazionale Romano in den Diokletiansthermen in Rom aufbewahrt wird. Die ergänzte Inschrift und ihre Übersetzung lauten:
LICINIA CORNELIA | M(ARCI) F(ILIA) VOLUSIA | TORQUATA | L(UCI) VOLUSI CO(N)S(ULIS) | AUGURIS.
Licinia Cornelia Volusia Torquata, Tochter des Marcus, (Ehefrau von) Lucius Volusius, Konsul, Augur.
Die Verstorbene hatte demnach drei Gentilnamen, Licinia, Cornelia und Volusia, und den Beinamen Torquata. Römerinnen trugen etwa bis zum Ende der Republik auch einen Vornamen, in der Kaiserzeit wurde die Verwendung und Nennung eines Vornamens allerdings unüblich. Dagegen waren zu dieser Zeit drei Gentilnamen bei einer Frau nicht mehr ungewöhnlich, gelegentlich wurde auch ein Beiname hinzugefügt, den man dann auch als Rufnamen verwendete. Torquatus und Torquata sind als Beinamen zahlreich belegt.

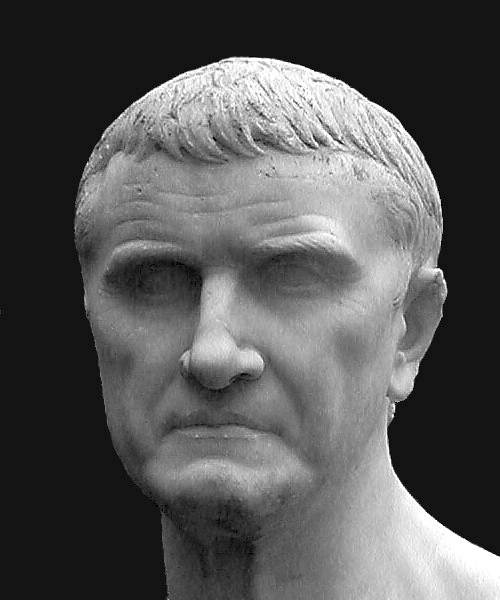
Porträtkopf, wahrscheinlich Marcus Licinius Crassus, aus dem Liciniergrab

Entsprechend der römischen Namenskonvention gibt Licinia als erster Name an, dass die Verstorbene aus der Gens der Licinier stammte. Da das Familiengrab den Licinii Crassi gehörte, kam Torquata aus diesem Zweig der Familie. Bekanntestes Mitglied ist Marcus Licinius Crassus (115/114 v. Chr. – 53 v. Chr.), ein Politiker und Feldherr der späten römischen Republik. Zusammen mit dem Vornamen aus der Inschrift ergibt sich Marcus Licinius Crassus als Name des Vaters der Torquata. Wer unter den zahlreichen Vertretern dieses Namens tatsächlich ihr Vater war, konnte bisher nicht zweifelsfrei geklärt werden. Vielleicht war Torquata die Enkelin des Marcus Licinius Crassus Frugi, Konsul im Jahr 27 n. Chr. Dann wäre dessen gleichnamiger Sohn, der Konsul des Jahres 64 n. Chr., der Vater der Torquata.
Die Herkunft des Namensbestandteils Cornelia ist nicht bekannt, dürfte aber mit der weit verbreiteten Gens der Cornelier in Verbindung stehen. Der Gentilname Volusia hat seinen Ursprung in der Gens Volusia, einer zunächst plebeischen Familie, aus der einige Prätoren, Senatoren und Konsuln hervorgegangen waren. Wahrscheinlich stiegen die Volusier im Jahr 48. n. Chr. unter Kaiser Claudius in das Patriziat auf. Das Cognomen Torquata findet sich bei Volusia Torquata, der Tochter des Konsuls Quintus Volusius Saturninus (um 25 n. Chr. – nach 70 n. Chr.). Sie hatte zwei Brüder, Lucius und Quintus, die in den Jahren 87 und 92 n. Chr. Konsuln waren. Sie könnte die Mutter der Torquata gewesen sein.
In der älteren Forschung glaubte man, der Ehemann der Torquata sei ein gewisser Lucius Volusius Torquatus, angeblich Suffektkonsul im 2. Jahrhundert n. Chr. und Enkel oder Sohn des Lucius Volusius Saturninus, Konsul des Jahres 87 n. Chr. Allerdings findet sich kein Konsul dieses Namens in den Annalen. Überhaupt ist die Existenz einer Person dieses Namens epigraphisch nicht belegt. Heute geht man davon aus, dass es sich bei dem in der Inschrift genannten Ehemann um Lucius Volusius Saturninus selbst handelt. Dann kann allerdings seine Schwester Volusia Torquata nicht die Mutter der Licinia Cornelia Volusia Torquata gewesen sein.
Nach anderer Auffassung war Torquata die Cousine des Konsuls von 87 n. Chr. und Ehefrau des Gaius Calpurnius Piso Crassus Frugi Licianus, der ebenfalls im Jahr 87 n. Chr. Konsul war. Licianus war der Sohn von Marcus Licinius Crassus Frugi, Konsul des Jahres 64 n. Chr.